# The Talker (film 1925)
The Talker è un film muto del 1925 diretto da Alfred E. Green. Prodotto e distribuito dalla First National Pictures, aveva come interpreti Anna Q. Nilsson, Lewis Stone, Shirley Mason, Ian Keith, Tully Marshall.
La sceneggiatrice Marion Fairfax adattò per lo schermo un proprio lavoro teatrale dallo stesso titolo che era stato presentato a New York all'Harris Theatre di Broadway l'8 gennaio 1912.

## Trama
Kate Lennox vede sfiorire la sua vita un giorno dopo l'altro, senza soluzione. Predica il diritto delle donne e la loro libertà, dispiacendo al marito Harry, ma suscitando l'entusiasmo della sorella di lui, Ruth. La ragazza decide di seguire gli insegnamenti della cognata e scappa con un uomo sposato. Ben presto delusa da lui e dalle sue maniere, Ruth lo lascia. Harry incolpa la moglie delle disgrazie della sorella e inizia a fare le pratiche per divorziare. Ma il ritorno di Ruth riavvicina i due coniugi, mentre Ruth viene consolata da Lonnie, un giovane che l'ha sempre amata.

## Produzione
Il film fu prodotto dalla First National Pictures.

## Distribuzione
Il copyright del film, richiesto dalla First National Pictures, Inc., fu registrato l'11 maggio 1925 con il numero LP21446.
Distribuito dalla First National Pictures, il film - presentato da Sam E. Rork - uscì nelle sale cinematografiche degli Stati Uniti il 24 maggio 1925 dopo essere stato presentato in prima a New York il 10 o l'11 maggio 1925.
Non si conoscono copie ancora esistenti della pellicola che viene considerata presumibilmente perduta.